# Rue Saint-Nicolas-du-Chardonnet

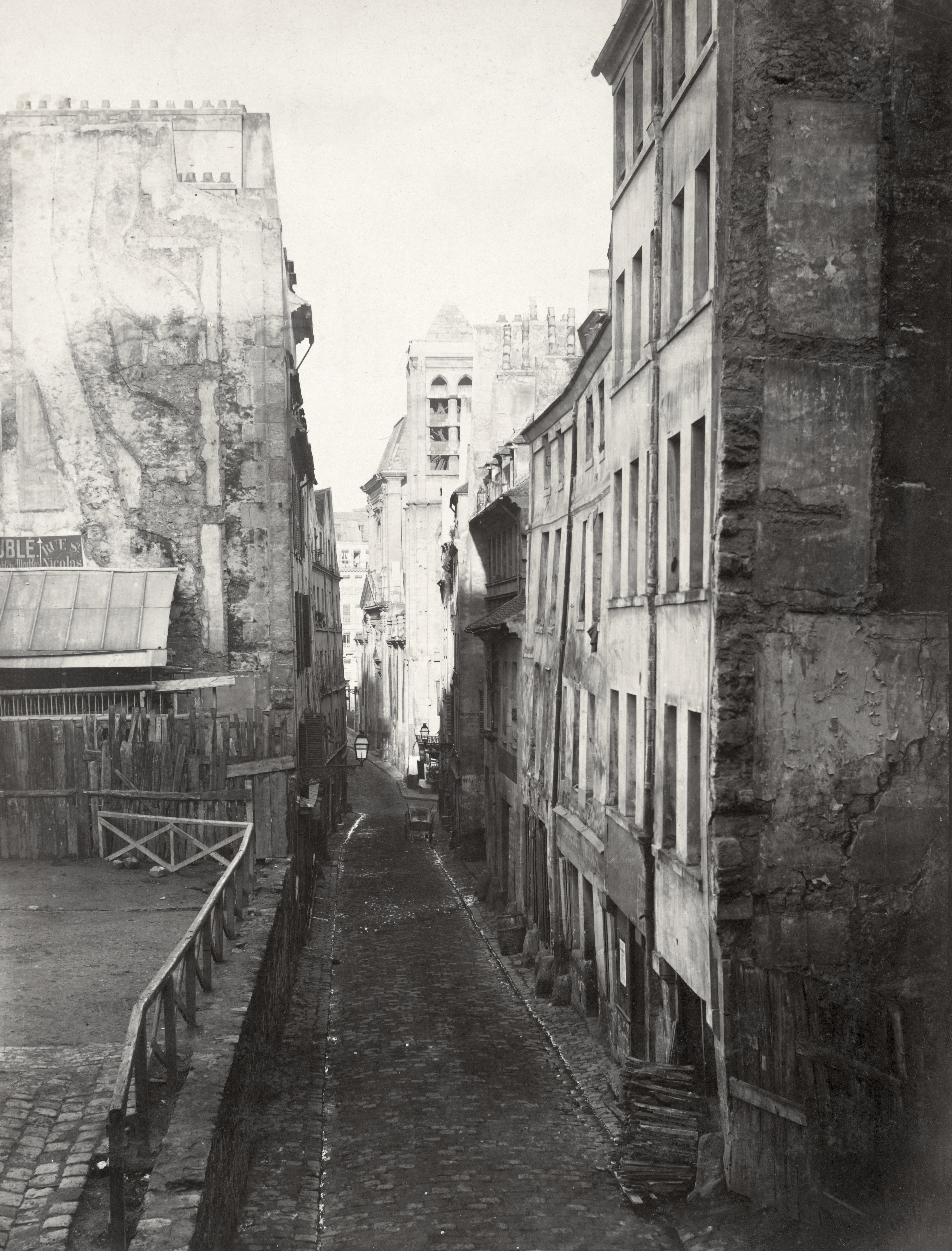
La rue Saint-Nicolas-du-Chardonnet avant les travaux haussmanniens (photographie de Charles Marville).

La rue Saint-Nicolas-du-Chardonnet est une ancienne rue de Paris, aujourd'hui en partie disparue et en partie réunie à la rue des Bernardins. Elle était située dans l'ancien 12e arrondissement (dans l'actuel 5e arrondissement).

## Origine du nom
Elle est ainsi nommée parce qu'elle conduisait en face de l'église Saint-Nicolas-du-Chardonnet.

## Situation
Au XIXe siècle, cette rue commençait rue Traversine et finissait rue Saint-Victor. Elle était située dans l'ancien 12e arrondissement.
Les numéros de la rue étaient noirs. Le dernier numéro impair était le no 17 et le dernier numéro pair était le no 14.

## Historique
En 1250, elle se nommait « rue Saint-Nicolas-près-le-Puits ».
Elle est citée dans Le Dit des rues de Paris de Guillot de Paris sous la forme « rue Saint-Nicolas du Chardonnai ».
À la même époque et plus tard, on la nomme simplement « rue Saint-Nicolas », mais on la rencontre aussi sous le nom de « rue Saint-Nicolas-du-Chardonneret » — par erreur — car ce territoire, qui était anciennement rempli de chardons et dont le fief se nommait « fief du Chardonnet », indique assez la véritable étymologie de ce nom.
Elle est citée sous le nom de « rue Saint Nicolas du chardonneret » dans un manuscrit de 1636.
Après le percement du boulevard Saint-Germain et de la rue des Écoles, la rue Saint-Nicolas du Chardonnet est devenue l'extrémité sud de la rue des Bernardins.